# Parachremylus seyrigi
Parachremylus seyrigi är en stekelart som beskrevs av Granger 1949. Parachremylus seyrigi ingår i släktet Parachremylus och familjen bracksteklar. Inga underarter finns listade i Catalogue of Life.